# Мюленберг, Генрих Мельхиор
Генрих Мельхиор Мюленберг (нем. Heinrich Melchior Mühlenberg, англ. Henry Melchior Muhlenberg) (6 сентября 1711 года, Айнбек, Германия — 7 октября 1787 года, Траппе, Пенсильвания) — немецкий лютеранский пастор, направленный в Северную Америку в качестве миссионера. Считается первым лютеранским служителем в этом регионе.
Среди его потомков было несколько религиозных и политических деятелей США.

## Биография

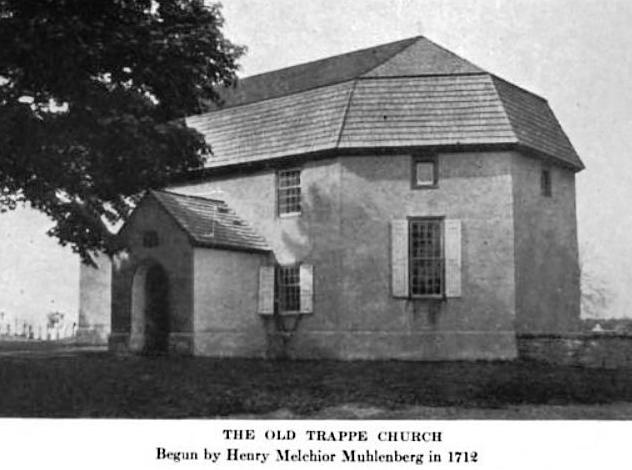
Старая лютеранская церковь в Траппе

Будущий миссионер родился в семье Николая Мельхиора Мюленберга и Анны Марии Кляйншмид в германском герцогстве Брауншвейгском (Нижняя Саксония). В 1738 году закончил Гёттингенский университет, затем изучал теологию в университете Галле у Готтхильфа Августа Франке (сына одного из лидеров пиетизма). После обучения стал служителем и с 1739 по 1741 году работал помощником директора сиротского дома в Гроссхеннерсдорфе.
В это время в Северной Америке среди иммигрантов возникла потребность в лютеранских служителях, и в 1742 году Мюленберг откликнулся на призыв единоверцев. По прибытии в Пенсильванию он возглавил лютеранскую общину Огастеса, которая в настоящее время находится в Траппе, Пенсильвания. Помимо этого Мюленберг возглавлял приходы в Мэриленде и Нью-Йорке.
26 августа 1748 пастор организовал Лютеранский синод Пенсильвании (позднее Пенсильванский министериум), первую лютеранскую конгрегацию в Америке. Он помог подготовить единую литургию в том же году, а также собрать воедино основные принципы церковной конституции, которая была принята в 1761 году. Помимо этого является автором большого количества гимнов. Помимо служения на немецком языке проповедовал для английских и голландских колонистов на их родных языках.
Благодаря своему авторитету Мюленберг участвовал в арбитражных спорах между лютеранами, а в некоторых случаях с представителями других религиозных групп. Так же пастор занимался подготовкой кадров для миссии — как через приглашение служителей из Германии, там и подбором кандидатов из местных жителей.
Во время войны за независимость США Мюленберг оставался лоялен Ганноверской династии, в то время правившей так же в Англии, однако несколько его сыновей стали активистами североамериканской революции — сын Петер стал генерал-майором Континентальной армии, затем сенатором США, а другой сын, Фредерик, первым спикером Палаты представителей США.